# Diversibipalium multilineatum
Diversibipalium multilineatum (Makino & Shirasawa, 1983) è una specie di planaria terrestre della sottofamiglia Bipaliinae.

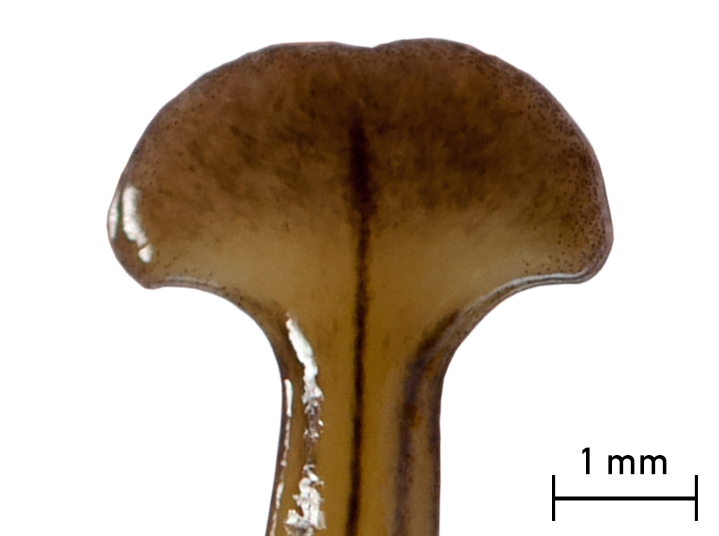
La testa di Diversibipalium multilineatum.

## Distribuzione e habitat
Originaria del Giappone, la specie è stata introdotta in Corea del Sud, Italia e Francia.